# Ballinamallard United FC
A Ballinamallard United Football Club egy északír labdarúgócsapat, mely jelenleg az IFA Premiershipben, az északír labdarúgás legfelső osztályában szerepel. A klubot 1975-ben alapították, székhelye Ballinamallardban található. Hazai mérkőzéseit a Ferney Parkban játssza.

## Klubtörténet
A Ballinamallard United a 2008-2009-es szezonban kénytelen volt egy ideig a Holm Parkban, az Armagh City stadionjában játszani hazai meccseit, amíg a Ferney Parkot az északír másodosztály követelményei szerint átalakították. A csapat 2012. március 31-én 3–2-re legyőzte a Bangort, ezzel bebiztosította feljutását az élvonalba.

## Játékosok

### Jelenlegi keret
2012. július 19. szerint.
| # |     | Poszt | Név              |
| - | --- | ----- | ---------------- |
|   |     | K     | Trevor Morrison  |
|   |     | K     | Matthew Quinn    |
|   |     | V     | Chris Crilly     |
|   | NIR | V     | Mark Stafford    |
|   | NIR | V     | Leon Carters     |
|   | NIR | V     | Gareth Liggett   |
|   |     | V     | Matthew Chambers |
|   |     | V     | Neil Coulter     |
|   |     | V     | Michael Kerr     |
|   | IRL | V     | Danny Keohane    |
|   | NIR | KP    | James McKenna    |
|   |     | KP    | Cathal Beacom    |
|   |     | KP    | Richard Flaherty |

| # |     | Poszt | Név                 |
| - | --- | ----- | ------------------- |
|   |     | KP    | Duwayne McManus     |
|   | NIR | KP    | David Kee           |
|   | NIR | KP    | Mark McConkey       |
|   | IRL | KP    | Gary Curran         |
|   |     | KP    | Grant Hutchinson    |
|   | NIR | KP    | Stuart Hutchinson   |
|   |     | KP    | Robert McAuley      |
|   |     | KP    | Richard Anderson    |
|   | NIR | CS    | Darren Higginbotham |
|   |     | CS    | Andy Crawford       |
|   |     | CS    | Conor McGuigan      |
|   | NIR | CS    | Stephen Sheridan    |

## Sikerek
- IFA Championship 1 (másodosztály)

Bajnok: 2002/03, 2011/12
- Irish Intermediate Cup

Győztes: 1994/95
- Fermanagh & Western Intermediate Cup

Győztes: 2010/11

## Külső hivatkozások
- Szurkolói weboldal

## Fordítás
- Ez a szócikk részben vagy egészben  a   Ballinamallard United FC című angol Wikipédia-szócikk fordításán alapul.  Az eredeti cikk szerkesztőit annak laptörténete sorolja fel. Ez a jelzés csupán a megfogalmazás eredetét és a szerzői jogokat jelzi, nem szolgál a cikkben szereplő információk forrásmegjelöléseként.